# 周震南
周震南（英語：Vin Zhou，2000年6月22日—），出生于重慶市，中国男歌手、舞者。前中國男子音樂組合R1SE成員，在队内擔任中心位及隊長。他在14歲時通過徵選成為JYP娛樂旗下練習生，赴韓訓練三年。2017年歸國参加腾讯视频音乐偶像养成类节目《明日之子》，最终获得全国总决赛第4名，正式出道。2018年，參加騰訊視頻《潮音戰紀》，與金Samuel合作榮獲冠軍。他於2019年騰訊視頻男團選拔節目《創造營2019》取得第一名，成為期間限定團體R1SE成員，以中心位及隊長身份出道，進行為期兩年的限定男團活動，並於2021年6月14日正式解散。

## 经历
- 2014年-2017年 成為JYP娛樂練習生
- 2017年6月 參與《明日之子第一季》
- 2017年12月14日 推出首張個人單曲《V》
- 2018年 腾讯NOW直播“超新星之夜”颁奖礼：獲得”最佳音乐新人奖”[2]
- 2018年 參與《放開我北鼻第3季》，首次固定岀演綜艺
- 2018年 參與《潮音戰紀》：與金Samuel搭檔獲得总决赛冠軍
- 2018年 參與《超新星全運會》
- 2019年2月26日 原创歌曲特辑《Little Star—V的序曲》上线，內有3首原创歌曲
- 2019年 参與《創造營2019》：連續十期第一名，最終以超過三千七百萬的點贊數獲得第一名，作為R1SE組合隊長及中心位出道
- 2019年10月17日，入選2019福布斯中國30位30歲以下精英榜[3]
- 2020年1月7日 腾讯娱乐白皮书：獲得「年度新势力艺人奖」[4]
- 2020年4月7日 周震南EP《Love&Desire》 第一首單曲〈愛〉上線，MV由日本导演纪里谷和明执导
- 2020年4月24日 周震南EP《Love&Desire》 第二首單曲〈Desire〉上線
- 2020年8月27日 2020福布斯中國名人榜第46名
- 2022年6月21日 周震南專輯《You jump, I jump》上線
- 2023年9月1日 周震南專輯《F.F.F》上線
- 2024年3月30日 QQ音樂巔峰榜：獲得「年度巔峰態度男歌手」、「最受期待巔峰歌手」
- 2024年6月21日 周震南單曲〈What is Luv?〉上線
- 2024年10月17日 周震南專輯《Heal My Broken Soul》上線
- 2025年3月9日 QQ音樂巔峰榜 巔峰大勢歌手

## 音樂作品

### 单曲
| 首發年份 | 歌曲名称                 | 作词                                         | 作曲                                         | 备注 |
| 2017年   | Do what I want           | 周震南                                       | 周震南                                       | 《明日之子》舞台，EP《V》                                                                                                 |
| 2017年   | 整整两年了               | 周震南/馬伯騫                                | 周震南/馬伯騫                                | 《明日之子》舞台，EP《V》，與馬伯騫合唱                                                                                   |
| 2017年   | Hate me                  | 周震南                                       | 周震南                                       | 《明日之子》舞台，EP《V》                                                                                                 |
| 2017年   | On The Top               | 周震南                                       | 周震南                                       | 《明日之子》舞台，EP《V》                                                                                                 |
| 2017年   | 鏡子                     | 焦東/周震南                                  | susu&nencol/周震南                           | 《明日之子》舞台；编曲：susu&nencol                                                                                       |
| 2017年   | You Feel Me Ya           | 趙一騰/李斯丹妮/ 周震南/華晨宇               | 韓星洲/趙一騰/ 周震南/華晨宇                 | 《明日之子》舞台，與李斯丹妮合唱；编曲：韓星洲                                                                            |
| 2017年   | Jail                     | 周震南                                       | 周震南                                       | 《明日之子》舞台；EP《V》                                                                                                 |
| 2018年   | 森林                     | 周震南                                       | 周震南                                       | 《潮音戰紀》舞台，與Samuel合唱； 合輯《Little Star—V序曲》                                                                |
| 2018年   | 小星星                   | 周震南                                       | 周震南                                       | 《潮音戰紀》舞台，與徐明浩合唱； 《創造營2019》battle舞台； 合輯《Little Star—V序曲》                                     |
| 2018年   | I will show you          | 周震南                                       | 周震南                                       | 《明日之子（第二季）》舞台，與斯外戈合唱； 《潮音戰紀》舞台，與Samuel合唱； 《創造營2019》加試；合輯《Little Star—V序曲》 |
| 2019年   | Fireman                  | 周震南/姚琛/劉也/ 豐楚軒/劉特/李天琪         | 周震南/姚琛/劉也/ 豐楚軒/劉特/李天琪         | 《創造營2019》第二次公演原創曲                                                                                            |
| 2019年   | More Love More trust     | 周震南                                       | 周震南                                       | 《創造營2019》總決賽 |
| 2019年   | 巨蟻                     | 周震南/Veegee                                | 周震南/Veegee                                | 《明日之子水晶时代》與Veegee徐若僑合唱； 编曲：sususu                                                                     |
| 2020年   | 愛                       | 周震南                                       | 周震南                                       | EP《Love&Desire》，第一首個人原創                                                                                         |
| 2020年   | Desire (欲)              | 周震南                                       | 周震南                                       | EP《Love&Desire》 |
| 2020年   | C                        | 孟美岐/周震南/焦東                           | 周震南                                       | 雙C合作，與孟美岐演唱；編曲：sususu                                                                                       |
| 2020年   | 52hz的魚                 | 周震南                                       | 周震南                                       | 編曲：sususu |
| 2021年   | Killmonger               | 周震南/HARIKIRI                              | 周震南/HARIKIRI                              | 《少年說唱企劃》舞台 |
| 2021年   | Neold School (牛得四顾)  | 周震南                                       | 周震南                                       | 《少年說唱企劃》舞台 |
| 2022年   | Há?                      | 周震南                                       | 周震南                                       | 專輯《You jump, I jump》                                                                                                  |
| 2022年   | You jump, I jump         | Johan Gustafsson/ Omar Mohammed/ Pontus Kalm | Johan Gustafsson/ Omar Mohammed/ Pontus Kalm | 專輯《You jump, I jump》                                                                                                  |
| 2022年   | If I die, tomorrow       | 周震南                                       | 周震南                                       | 專輯《You jump, I jump》                                                                                                  |
| 2022年   | 葛拉蒂                   | Henrik Moreborg                              | Isak Hallén                                  | 專輯《You jump, I jump》                                                                                                  |
| 2022年   | 不是所有猫都像你一样温顺 | 周震南                                       | 周震南                                       | 專輯《You jump, I jump》                                                                                                  |
| 2022年   | 終有一散的人們           | 周震南                                       | 周震南                                       | 專輯《You jump, I jump》                                                                                                  |
| 2022年   | 兩隻老虎（改編版）       | 改編詞：周震南/蔡維澤                        | 編曲：sususu                                 | 《來看我們的演唱會》與蔡維澤合唱                                                                                          |
| 2022年   | Y (Why)                  | 周震南                                       | 周震南                                       | 《來看我們的演唱會》舞台；編曲：大邁MizarMin                                                                              |
| 2023年   | F.F.F                    | 周震南                                       | 周震南                                       | 專輯《F.F.F》 |
| 2023年   | Die now, or love forever | 周震南                                       | 周震南                                       | 專輯《F.F.F》 |
| 2023年   | Revelation               | 周震南                                       | 周震南                                       | 專輯《F.F.F》 |
| 2023年   | Save                     | 周震南                                       | 周震南                                       | 專輯《F.F.F》 |
| 2023年   | Red                      | 周震南                                       | 周震南                                       | 專輯《F.F.F》 |
| 2023年   | Fake Love                | 周震南                                       | 周震南                                       | 專輯《F.F.F》 |
| 2023年   | 風吹過海，山丘，整個宇宙 | 焦東                                         | 周震南                                       | 專輯《F.F.F》 |
| 2024年   | What is Luv?             | Plggy                                        | Plggy                                        | 單曲 |
| 2024年   | Contagious               | Steve Shebby                                 | Steve Shebby                                 | 單曲 |
| 2024年   | Heal My Broken Soul      | 周震南                                       | 周震南                                       | 專輯《Heal My Broken Soul》                                                                                               |
| 2024年   | Fury                     | 周震南                                       | 周震南                                       | 專輯《Heal My Broken Soul》                                                                                               |
| 2024年   | 指環                     | 周震南                                       | 周震南                                       | 專輯《Heal My Broken Soul》                                                                                               |
| 2024年   | Fool                     | 周震南                                       | 周震南                                       | 專輯《Heal My Broken Soul》                                                                                               |
| 2024年   | 2021.10.14               | 周震南                                       | 周震南                                       | 專輯《Heal My Broken Soul》                                                                                               |

### R1SE組合單曲
| 發行日期       | 歌曲名稱               | 作詞 | 作曲                                                                       | 備註                                                  |
| 2019年6月8日   | R.1.S.E.               | 中文詞：代岳東/倪毅 原詞：Drew Ryan Scott/ Sean Michel Alexander                                                                           | Woo Min Lee/ Justin Reinstein/ Drew Ryan Scott/ Sean Michel Alexander      | R1SE出道曲 電影《MIB星際戰警：跨國行動》 中國區推廣曲 |
| 2019年6月8日   | R.1.S.E.               | 中文詞：代岳東/倪毅 原詞：Drew Ryan Scott/ Sean Michel Alexander                                                                           | Woo Min Lee/ Justin Reinstein/ Drew Ryan Scott/ Sean Michel Alexander      | 專輯《就要擲地有聲的炸裂》 第二支單曲                 |
| 2019年8月6日   | 喊出我的名字           | 文雅 | Nakamura Daisuke                                                           | 專輯《就要擲地有聲的炸裂》 第一支單曲                 |
| 2019年8月8日   | 誰都別吝嗇             | 中文詞：火星電台 原詞：Kevin Charge/ Mats Ymell/ Debbie Blackwell/ Hide Nakamura                                                           | Kevin Charge/Mats Ymell/ Debbie Blackwell/ Hide Nakamura                   | 專輯《就要擲地有聲的炸裂》 第一支主打歌               |
| 2019年8月15日  | WORLD WORLD WORLD      | 中文詞：旅行團孔一蝉/ 旅行團韦偉 | Soma Genda/Daniel Kim                                                      | 專輯《就要擲地有聲的炸裂》 第二支主打歌               |
| 2019年8月22日  | 十二                   | 中文詞：周震南/劉也/趙磊 Rap詞：周震南/焉栩嘉/姚琛                                                                                         | Urbsn Cla6ix (Park Junsu/ Jung Yeonhun)                                    | 專輯《就要擲地有聲的炸裂》 第三支主打歌               |
| 2019年8月29日  | 就要擲地有聲的炸裂     | 原詞：Hanif Hitmanic Sabzevari/ Dennie Deko Kordnejad/ Daniel Kim/紀佳松Jeremy G 中文詞：周震南/劉也/趙磊 Rap词：周震南/焉栩嘉/姚琛/張顏齊 | Hanif Hitmanic Sabzevari/ Dennie Deko Kordnejad/ Daniel Kim/紀佳松Jeremy G | 專輯《就要擲地有聲的炸裂》 同名主打歌                 |
| 2019年11月10日 | HAVE FUN               | 中文詞：小角 原詞：Urban Cla6ix (Park Junsu/ Jung Yeonhun)                                                                                 | Urban Cla6ix (Park Junsu/ Jung Yeonhun)                                    | 專輯《就要擲地有聲的炸裂》 驚喜單曲                   |
| 2019年12月1日  | 角兒無大小             | 焦東 | sususu                                                                     | 專輯《炸裂狂想曲》第一支單曲                          |
| 2019年12月8日  | 瘋子                   | Rap詞：周震南/焉栩嘉/姚琛/張顏齊 | 周震南/姚琛/趙磊                                                           | 專輯《炸裂狂想曲》第二支單曲                          |
| 2019年12月15日 | Never Surrender        | 袁浩男 | 薛伯特                                                                     | 專輯《炸裂狂想曲》第三支單曲                          |
| 2019年12月22日 | 星星泡飯               | 吳孤兒 | 小雄@時光列車TimeExpress                                                   | 專輯《炸裂狂想曲》第四支單曲                          |
| 2019年12月29日 | 聲聲不息               | 焦東 | sususu                                                                     | 專輯《炸裂狂想曲》第五支單曲                          |
| 2020年1月5日   | 赤腳追光               | 唐恬 | sususu                                                                     | 專輯《炸裂狂想曲》第六支單曲                          |
| 2020年6月12日  | 曜                     | 中文詞：李格弟 原詞：Val Del Prete/ Mark Thomson                                                                                           | Val Del Prete/Mark Thomson/ Phil Schwan/K.Chozen (NUMBER K)                | 周年團專《曜為名》主打曲                              |
| 2020年7月2日   | 妈妈叫你别哭了         | 周震南/張顏齊/趙磊 | 周震南/张颜齐/赵磊                                                         | 周年团专《曜为名》RUN小分队单曲                       |
| 2020年7月16日  | HAPPY BIRTHDAY TO ME   | 焦東 | TOYO/Drew Ryan Scott/ Sean Michael                                         | 周年團專《曜為名》生日曲                              |
| 2020年7月30日  | 破晓星                 | 焦东 | Nap!er (NUMBER K)/ GangChi/XIMON/XISO                                      | 周年团专《曜为名》释能曲                              |
| 2021年4月29日  | ZOOM                   | 裴育 | Andreas 'Ndy' Jamsheree/Andy Love                                          | 告別團專《我們，破曉星辰》                            |
| 2021年5月8日   | 彼方世界               | 焦東 | Rainbow                                                                    | 告別團專《我們，破曉星辰》                            |
| 2021年5月13日  | Find Me                | 吳孤兒 | MZMC/Anthony Russo/ Landon Sears/ Kyle Buckley/ Charles Roberts Nelsen     | 告別團專《我們，破曉星辰》                            |
| 2021年5月27日  | 干飯歌                 | 焦東 | Johan Gustafsson/ Pontus Kalm/ Ninos Hanna/ Andreas Öberg                  | 告別團專《我們，破曉星辰》                            |
| 2021年6月1日   | Goodbye My Old Friend  | 張顏齊/趙磊 | Jay Hong/Solshine/朴呈旭/ KIM JUN IL/趙磊                                  | 告別團專《我們，破曉星辰》                            |
| 2021年6月8日   | 我要創造一個有你的世界 | 周震南/焦東 | 周震南                                                                     | 告別團專《我們，破曉星辰》                            |
| 2021年6月13日  | Last Moment            | 不適用 | 不適用                                                                     | 告別團專《我們，破曉星辰》                            |

### 影視單曲
| 發行日期      | 歌曲名稱   | 合作演唱者 | 作詞                                                             | 作曲                                                                  | 備註                                      |
| 2018年1月30日 | 吸引力法則 | 趙天宇     | 段思思                                                           | 譚旋                                                                  | 電視劇《戀愛先生》插曲                    |
| 2019年6月8日  | R.1.S.E    | R1SE全員   | 中文詞：代岳東/倪毅 原詞：Drew Ryan Scott/ Sean Michel Alexander | Woo Min Lee/ Justin Reinstein/ Drew Ryan Scott/ Sean Michel Alexander | 電影《MIB星際戰警：跨國行動》中國區推廣曲 |
| 2019年7月18日 | 無愧       | R1SE全員   | 趙英俊                                                           | 趙英俊                                                                | 電影《上海堡壘》片尾主題曲                |
| 2019年7月24日 | 榮耀的戰場 | R1SE全員   | 接靓                                                             | 阿鯤                                                                  | 電視劇《全職高手》片尾曲                  |

### 《創造營2019》演唱曲目
| 期數   | 環節                 | 曲目                  | 合作演唱者                                                                                 | 原唱者                                                                                             |
| 第一期 | 主題曲               | 喊出我的名字          | 全體創造營2019選手                                                                         | 全體創造營2019選手                                                                                 |
| 第一期 | 入營評價舞台         | 西門少年              | 焉栩嘉、夏之光、趙磊、彭楚粵、翟瀟聞                                                       | 李宇春                                                                                             |
| 第一期 | 評價舞台加試         | I will show you       | 不適用                                                                                     | 周震南                                                                                             |
| 第一期 | 踢館選手battle       | 小星星                | 不適用                                                                                     | 周震南                                                                                             |
| 第三期 | 第一次分組競演       | 悟空                  | 朱微之、李和宸、余承恩、張顏齊、 紀一曈、何廖侶匀、李天琪                                  | 方大同                                                                                             |
| 第六期 | 原創曲主題公演       | Fireman               | 姚琛、劉也、豐楚軒、劉特、李天琪                                                           | 周震南、姚琛、劉也、 豐楚軒、劉特、李天琪                                                          |
| 第八期 | 專業方向考核舞台     | 蛻變                  | 歐陽娜娜（助演學姊）、张遠、 趙磊、高嘉朗、趙政豪、趙澤帆                                  | 歐陽娜娜、周震南、张遠、趙磊、 高嘉朗、趙政豪、趙澤帆                                              |
| 第十期 | 總決賽：分組競演     | 赤子                  | 焉栩嘉、夏之光、翟瀟聞、趙磊、 彭楚粵、姚琛、張顏齊、秦天、 陸思恆、吳季峰、李鑫一、段浩男 | 周震南、焉栩嘉、夏之光、翟瀟聞、 趙磊、彭楚粵、姚琛、張顏齊、秦天、 陸思恆、吳季峰、李鑫一、段浩男 |
| 第十期 | 總決賽：個人能力展示 | More Love, More Trust | 不適用                                                                                     | 周震南                                                                                             |

## 影視作品

### 常駐綜藝
| 播出時間                       | 播出平台                 | 節目名稱                                      | 備註                                                                              |
| 2017年6月10日－2017年9月23日   | 騰訊視頻                 | 《明日之子 第一季》                           | 2017年6月30日起每周六播出一集                                                     |
| 2018年5月27日－2018年8月12日   | 騰訊視頻                 | 《放開我北鼻 第三季》                         | 2018年5月27日起每週日晚間八點播出                                                 |
| 2018年7月12日－2018年9月13日   | 騰訊視頻                 | 《潮音战纪》（页面存档备份，存于）            | 2018年7月12日起每週四晚間八點播出                                                 |
| 2018年11月1日－2018年11月22日  | 騰訊視頻                 | 《超新星全運會》                              | 2018年11月1日起每週四播出一集，11月10日及11日決賽直播                             |
| 2019年4月6日－2019年6月8日     | 騰訊視頻                 | 《創造營2019》                                | 2019年4月6日起每周六播出一集，6月8日決賽直播                                      |
| 2019年8月11日－2019年11月10日  | 騰訊視頻                 | 《Super R1SE ‧ 蓄能季》（页面存档备份，存于） | R1SE專屬小團綜，共14期                                                            |
| 2019年10月12日－2019年11月3日  | 騰訊視頻                 | 《超新星全運會 第二季》                       | 2019年10月12日起每週六晚20:00播出一集，第四期於28日搶先播出，11月1日至3日決賽直播 |
| 2019年10月30日－2020年1月1日   | 騰訊視頻                 | 《令人心动的offer》                           | 2019年10月30日起每周三播出一期；2020年1月1日收官                                  |
| 2019年12月1日－2020年1月5日    | 騰訊視頻                 | 《十一少年的秋天》（页面存档备份，存于）      | R1SE專屬大團綜，共6期                                                             |
| 2020年2月19日－2020年5月27日   | 芒果TV                   | 《朋友請聽好》                                | 先導片至第2期、特輯1至2期、第9至10期                                              |
| 2020年4月18日－2020年7月4日    | 湖南衛視                 | 《巧手神探》                                  | 純原創手工藝競技真人秀，2020年4月18日起每周六22:00播出一期                        |
| 2020年5月29日－2020年7月23日   | 騰訊視頻                 | 《炙熱的我們》                                | 2020年5月29日起每周五晚20：00播出一集，於2020年7月23日晚8點進行總決賽直播         |
| 2020年7月5日－2020年8月23日    | 騰訊視頻                 | 《Super R1SE ‧ 周年季》                       | R1SE專屬小團綜，共8期                                                             |
| 2020年7月11日－2020年9月13日   | 騰訊視頻                 | 《明日之子樂團季》                            | 見習導師                                                                          |
| 2020年7月16日－2020年8月16日   | 騰訊視頻                 | 《超新星全運會 第三季》                       | 2020年7月16日起每週四晚20:00播出一集，8月14日至16日決賽直播                       |
| 2020年10月23日、10月30日       | 湖南衛視/芒果TV          | 《姐姐的愛樂之程》                            | 先導篇、第1期                                                                     |
| 2021年1月1日－2021年1月8日     | 愛奇藝/騰訊視頻/東方衛視 | 《哈哈哈哈哈》                                | 飛行嘉賓，第8、9期                                                                |
| 2021年2月17日－2021年4月24日   | 騰訊視頻                 | 《創造營2021》                                | 發起人團成員                                                                      |
| 2021年4月29日－5月20日         | 騰訊視頻                 | 《我們，破曉之前》                            | R1SE專屬畢業團綜，共4期                                                           |
| 2021年7月31日－2021年10月16日  | 愛奇藝                   | 《少年說唱企劃》                              | Boss團-企劃專員                                                                   |
| 2021年10月25日－2022年3月3日   | 騰訊視頻                 | 《大伙之家》                                  | 常駐                                                                              |
| 2022年11月19日－2022年12月17日 | 騰訊視頻                 | 《來看我們的演唱會》                          | 常駐                                                                              |
| 2024年7月19日－2024年8月30日   | Z視介                    | 《閃光的夏天》                                | 常駐                                                                              |
| 2024年8月24日－2024年10月26日  | 騰訊視頻                 | 《戰至巔峰第三季》                            | 常駐                                                                              |
| 2024年10月12日－2024年11月29日 | Z視介                    | 《向山海出發2》                               | 常駐                                                                              |
| 2025年1月11日－2025年1月18日   | Z視介                    | 《還有詩和遠方·不止西湖》                     | 常駐                                                                              |
| 2025年3月30日－2025年6月8日    | 優酷                     | 《我是隱藏款》                                | 常駐                                                                              |
| 2025年6月6日－2025年8月9日     | Z視介                    | 《閃光的夏天2》                               | 常駐                                                                              |
| 2025年7月18日－                | Z視介                    | 《向山海出發3》                               | 常駐                                                                              |

## 獎項
| 年份   | 類別 | 日期     | 名稱                                | 獎項                 | 備註                       |
| 2018年 | 個人 | 1月30日  | 腾讯NOW直播“超新星之夜”颁奖礼       | 最佳音乐新人奖       |                            |
| 2019年 | 個人 | 10月17日 | 2019福布斯中国30位30岁以下精英榜    | 獲獎                 |                            |
| 2019年 | 個人 | 10月17日 | 2019年腾讯视频星光大赏              | 年度节目新锐之星     |                            |
| 2019年 | 團體 | 9月6日   | 智族GQ Men Of The Year 年度人物盛典 | 年度团体奖           | R1SE                       |
| 2019年 | 團體 | 10月31日 | 亚洲新歌榜度盛典                    | 年度最受欢迎新团体奖 | R1SE                       |
| 2019年 | 團體 | 12月3日  | 时尚COSMO「传承。美」               | 年度团体奖           | R1SE                       |
| 2019年 | 團體 | 12月9日  | TMEA腾讯音乐娱乐盛典                | 年度最佳团体专辑奖   | R1SE《就要擲地有聲地炸裂》 |
| 2020年 | 個人 | 1月7日   | 2019年腾讯娱乐白皮书                | 星推榜年度新势力艺人 |                            |
| 2024年 | 個人 | 3月30日  | QQ音樂巔峰榜                        | 年度巔峰態度男歌手   |                            |
| 2024年 | 個人 | 3月30日  | QQ音樂巔峰榜                        | 最受期待巔峰歌手     |                            |
| 2025年 | 個人 | 3月9日   | QQ音樂巔峰榜                        | 巔峰大勢歌手         |                            |

## 争议
2020年10月底，周震南父母被爆出老赖身份。根据天眼查的统计信息，四川省簡陽市大地生態發展有限公司（法人为周震南父親周勇）涉诉8件，累计金额约1亿元，因全部未履行被认定为失信被执行人。其母亲楊後超涉诉3件，金额约4000万，同样因全部未履行被认定为失信被执行人。據企查查風險信息顯示，截至2020年10月底，其父母歷史執行標的總金額為12.3億人民幣。 2020年11月16日，周震南父親針對其擔任法人代表之公司貸款爭議事件接受四川法治報記者採訪，承認目前公司確有負債，但並非網傳的12.3億元，而是約1.7億元左右。從2017年至今，已用公司資產和個人資產進行了多次拍賣變現，累計已歸還銀行1.18億。關於產權證部分，已與業主代表達成協議，預計在2021年7月31日前完成產權辦理。